# 컴플라이언스
컴플라이언스(compliance)는 통상 법규준수/ 준법감시/ 내부통제 동의 의미로 컴플라이언스 프로그램(compliance program)이란 “기업이 사업 추진 과정에서 자발적으로 관련 법규를 준수하도록 하기 위한 일련의 시스템”이다. 컴플라이언스 프로그램을 기업윤리까지 포괄하는 의미로 이해하는 경우도 있고， 이러한 의미에서 “ ethics and compliance program"이라는 표현이 사용되기도 한다.

## 한국
최근 국내외에서 기업의 컴플라이언스 프로그램에 관한 논의가 활발해지고 있고 컴플라이언스의 개념은 자금세탁을 예방하고 적발하기 위한 목적에서 금융 부문에서 발전된 것이나 오늘날에는 공정거래, 환경 등 다양한 영역으로 확대되고 있다.
이런 컴플라이언스에는 다양한 법률적 근거와 상호 연동되는 문서 양식과 증거 자료들이 포함되어 있어, 전산화시켜 정보화 업무, 보안업무, 프로젝트를 관리하기도 한다. 
주요 컴플라이언스의 종류로는 ISMS-P(정보보호 및 개인정보보호 관리체계 인증), 금융권의 정보보호 상시평가제, 정보보안 점검의 날, 각 부처별 정보보호 수준진단 지표 등이 있고 해당 기관에서 상시적인 정보 자료들을 보안업무 운영과 컴플라이언스 관리를 위한 솔루션, 정보화업무 통합관리 솔루션을 통해 관리하고 있는 추세이다.

## 미국
미국은 1977년 해외부패방지법(Foreign Corrupt Practices Act, FCPA)을 제정하였고 2000년대에 접어들면서 집행 노력을 대폭 강화하고 있다. 이에 따라 외국공무원에 대한 뇌물공여행위를 예방하지 못한 기업들에 대해 천문학적인 규모의 벌금을 부과하는 등 처벌 사례가 급증하고 있고, 다국적 기업의 조사를 위한 국가 간의 공조노력도 확대되고 있는 추세이다.
현재 양형기준법에 따라 기업의 컴플라이언스 프로그램 운영 여부가 기업에 대한 양형에 있어 주요 인자로 평가되고 있으며 주요 법률에서 컴플라이언스 프로그램으로 포섭될 수 있는 내부통제 시스템을 운용하도록 강제하고 있다.

## OECD 뇌물방지협약
미국이 외국공무원에 대한 뇌물제공을 불법화한 해외부패방지법을 제정한 이후 국제상거래시 미국 기업들이 다른 나라 기업들에 비해 불리해졌다는 지적이 일면서 입장에 있다고 주장하면서 1989년 OECD에서 국제상거래 관련 부패 문제를 본격적으로 다루기 시작한 계기가 되었다.
이후 OECD는 국제상거래에 있어 부패를 퇴치하고 공정한 경쟁을 도모할 목적으로 부패의 성격을 분석하는 등 준비 작업을 거쳐 1994년과 1997년에 각각 "국제상거래시 뇌물방지 권고"를 채택하였고， 1996년에는 외국공무원에게 뇌물로 제공된 돈에 대해서는 손금처리를 금지하도록 요청하는 후속 권고를 채택하였다.
이어 1997년 7월부터 3차례의 회의를 통해 뇌물방지협약(정식 명칭은 국제상거래에 있어서 외국공무원에 대한 뇌물제공행위 방지를 위한 협약)문안에 합의 하였고 1997년 12월 각료급회의를 개최하여 각국이 협약에 서명하였다.
협약은 1999년 2월 발효되었고 2010년 6월 현재 31개 OECD 회원국과 브라질, 아르헨티나, 칠레, 불가리아, 슬로베니아,에스토니아, 이스라엘 등 모두 38개국이 가입한 상태이다.

## 참고 문헌
- OECD 뇌물방지협악과 기업컴플아이언스, 법무부.
- OECD 뇌물방지협약
- 미국 양형기준법
- 기업 소추에 관한 미국 법무부 가이드라인
- 기업 소추에 관한 미국 법무부 지침(톰슨메모)
- OECD 심무가이드
- 마틴 바겔만, 컴플아이언스, 연암사, 2012. ISBN 978898693896803320
- 정영철, 기업+(준)법, 박영사, 2012. ISBN 9788964547625
- 마틴 비겔만, 컴플라이언스 윤리 준법 경영의 성공 전략, 연암사, 2013. ISBN 9788986938999
- 마이클 실버만, 공공 민간 비영리 조직을 위한 컴플라이언스 매니지먼트, 연암사, 2013. ISBN 9788986938975
- 리처드 M. 스타인버그, 거버넌스 리스크 관리 컴플라이언스, 연암사, 2013. ISBN 9788986938210

## 같이 보기
- 기업법무팀
- 준법지원인
- 준법감시인
- 사내변호사